# Якимушкин, Борис Владимирович
Борис Владимирович Якимушкин (род. 23.11. 1969) — российский тренер (женский волейбол), в прошлом советский российский волейболист. Мастер спорта СССР.

## Карьера

### Игрок
В сезоне 1985/1986 — член молодёжной сборной России и СССР, тренеры Жуков В. В.; Антропов О. П.
Играл за команды: «Уралэнергомаш» (Свердловск) — 1986-1995гг; «Нефтяник» (Оренбург); «Балтика» (Санкт-Петербург); «Динамо-ЛО» (Ленинградская область); в волейбольных клубах Украины, Израиля, Турции. Закончил карьеру игрока в 2004 году.

### Тренер
В сезоне 1998/2000 — ВК «Уралочка» (Екатеринбург). Участвовал в подготовке женской олимпийской сборной России по волейболу к Олимпиаде в Сиднее.
2004/2005 — старший тренер женской волейбольной команды «Экран» (Санкт-Петербург)
2005/2015 — старший тренер мужской волейбольной команды «Динамо ЛО» (Ленинградская область)
2015/2016 — старший тренер женской волейбольной команды Суперлиги «Воронеж».
2016/2017 — старший тренер женской волейбольной команды Суперлиги «Сахалин»
2017/2018 — старший тренер женской волейбольной команды «Уралочка-НТМК» молодёжный состав (чемпион молодёжной лиги, обладатель Кубка молодёжной лиги).
2018 — главный тренер второй женской сборной Казахстана с мая по ноябрь — Подготовка и участие в Cup VTV 2018 (Вьетнам) и Кубке Азии 2018(Таиланд). Главный тренер женской волейбольной команды «Алтай-2»
2019/2020 — старший тренер женской волейбольной команды «Приморочка»
2021/2023 — главный тренер женской волейбольной команды «Тюмень», высшая лига «А».
2023 — старший тренер женской молодёжной сборной России по волейболу